# Избирателен блок „ACUM Platforma DA și PAS“
Избирателният блок „ACUM Platforma DA și PAS“ (на румънски: Blocul electoral „ACUM Platforma DA și PAS“; ACUM) е политическа формация на проевропейските дясноцентристки партии, сформирана на 16 декември 2018 г. за съвместно участие в парламентарните избори в Молдова на 24 февруари 2019 г. . Блокът включва партията „Действие и солидарност“ и политическата партия „Платформата за достойнство и истина“.

## История на създаването
През 2016 г. е обсъдена идеята за консолидиране на проевропейските и антиолигархични сили, а през 2017 г. опозиционните партии партия за действие и солидарност (ПДС) и Платформата за достойност и истина (ПДИ) обявяват, че ще създадат обща платформа за предстоящите парламентарни избори. Консолидирането на опозиционните сили се обединява в избора на общ кандидат от ПДИ и ПДС за президентските избори и за избора на кмет на Кишинев. Поради анулирането на изборите за кмет на Кишинев, които са спечелени от общия кандидат Андрей Нъстасе, партията за действие и солидарност, партията „Действие и солидарност“, политическата партия „Платформата за достойнство и истина“ и Либерално-демократичната партия на Молдова обявяват създаването на националното движение за съпротива „ACUM“.
На 16 декември 2018 г. лидерите на ПДС и ПДИ Мая Санду и Андрей Нъстасе подписват споразумение за създаването на избирателен блок „ACUM Platforma DA și PAS“ за парламентарните избори на 24 февруари 2019 г. На 21 декември 2018 г. избирателният блок е регистриран в Централната избирателна комисия като избирателен конкурент. Впоследствие Либерално-демократичната партия на Молдова се присъединява към блока „ACUM Platforma DA și PAS“, а някои представители на ЛДПМ се озовават в списъка на кандидатите на блока според пропорционалната система, докато други представляват блока в някои едномандатни избирателни райони. От своя страна Либералната реформирана партия и партията за национално единство обявяват безусловна подкрепа за блока.
На 26 март 2019 г. ПДС и ПДИ обявяват, че ще участват в предстоящите местни избори като част от предизборния блок „ACUM Platforma DA și PAS“. В същия ден Мая Санду и Андрей Нъстасе обявяват създаването на две парламентарни фракции, докато ПДС и ПДИ остават в политическия блок „ACUM Platforma DA și PAS“.

## Структура
В съответствие със споразумението за създаване изборният блок „ACUM Platforma DA și PAS“ се ръководи от политически съвет, състоящ се от 8 членове:
2 съпредседатели на политическия съвет
- Мая Санду - Партия за действие и солидарност (ПДС);
- Андрей Настасе - политическата партия „Платформа за достойнство и истина“ (ПППДИ);

6 членове на политическия съвет
- Лиляна Николаеску-Онофрей - ПДС;
- Игор Гросу - ПДС;
- Михаил Попшой - ПДС;
- Александър Слусар - ПППДИ;
- Инга Григориу - ПППДИ;
- Кирил Моцпан - ПППДИ.

## Резултати от изборите
На парламентарните избори изборният блок „ACUM Platform DA și PAS“ получава следните резултати:
- Според пропорционалната система той печели 380 181 гласа и 26,84%, като по този начин преодолява прага на изборите от 8%;
- Според пропорционалната система той получава 14 депутатски мандата;
- В рамките на едномандатната система той получава 12 депутатски мандата;
- В резултат блокът получава 26 депутатски мандата.